# Хідеакі Такеда
Хідеакі Такеда (яп. 武田 英明; нар. 22 травня 1985, Сайтама, Японія) — японський футболіст, нападник.

## Життєпис
Футбольну кар'єру розпочав в університеті Рюцу Кензай, чия команда грала в Японській футбольній лізі. 2008 року перейшов до іншого клубу ЯФЛ — «Фаджіано Окаяма», з яким пробився до Другого дивізіону Джей-ліги.
Після завершення сезону 2009 року відправлений в дубль клубу «Фаджіано Окаяма», який виступає в регіональній лізі Тоґоку. Влітку 2010 року віддали в оренду клубу «Мацумото Ямага» до завершення сезону.
На початку 2011 року вирушив до США, де приєднався до індійського клубу «Індіана Інвейдерс» із Саут-Бенду, а влітку того ж року перейшов до латвійського клубу «Гулбене».
7 березня 2012 року підписав дворічний контракт з естонським клубом «Нимме Калью». У футболці талліннського клубу дебютував 10 березня 2012 року в нічийному (0:0) проти столичної «Левадії». 19 червня 2012 року відзначився 4-ма голами в переможному (17:0) кубкового матчу проти аматорського «Естіма Касакад». 24 липня 2012 року контракт гравця з клубом було припинено за взаємною згодою сторін, після чого повернувся до «Гулбене». Після вильоту «Гулбене» з Вищої ліги Латвії за підсумком сезону 2012 року перейшов до клубу «Юрмала» в лютому 2013 року. Відіграв за клуб 12 матчів без забитих м'ячів, залишив «Юрмалу» у липні 2013 року.

## Статистика виступів

### Клубна
| Клубні виступи | Клубні виступи            | Клубні виступи | Ліга  | Ліга | Кубок            | Кубок            | Загалом | Загалом |
| Сезон          | Клуб                      | Ліга           | Матчі | Голи | Матчі            | Голи             | Матчі   | Голи    |
| Японія         | Японія                    | Японія         | Ліга  | Ліга | Кубок Імператора | Кубок Імператора | Загалом | Загалом |
| -------------- | ------------------------- | -------------- | ----- | ---- | ---------------- | ---------------- | ------- | ------- |
| 2005           | «Університет Рюцу Кензай» | Футбольна ліга | 1     | 0    | -                | -                | 1       | 0       |
| 2006           | «Університет Рюцу Кензай» | Футбольна ліга | 11    | 3    | 0                | 0                | 11      | 3       |
| 2007           | «Університет Рюцу Кензай» | Футбольна ліга | 13    | 2    | 0                | 0                | 13      | 2       |
| 2008           | «Фаджіано Окаяма»         | Футбольна ліга | 22    | 2    | 3                | 2                | 25      | 4       |
| 2009           | «Фаджіано Окаяма»         | Джей-ліга 2    | 41    | 2    | 1                | 0                | 42      | 2       |
| 2010           | «Фаджіано Окаяма»         | Джей-ліга 2    | 0     | 0    | 0                | 0                | 0       | 0       |
| 2010           | «Мацумото Ямага»          | Футбольна ліга | 1     | 0    | 1                | 0                | 2       | 0       |
| Країна         | Японія                    | Японія         | 89    | 9    | 5                | 2                | 94      | 11      |
| США            | США                       | США            | Ліга  | Ліга | Відкритий кубок  | Відкритий кубок  | Загалом | Загалом |
| 2011           | «Індіана Інвейдерс»       | Друга ліга     | 16    | 5    | -                | -                | 16      | 5       |
| Латвія         | Латвія                    | Латвія         | Ліга  | Ліга | Кубок Латвія     | Кубок Латвія     | Загалом | Загалом |
| 2011           | «Гулбене»                 | Вища ліга      | 10    | 6    | -                | -                | 10      | 6       |
| Естонія        | Естонія                   | Естонія        | Ліга  | Ліга | Кубок Естонії    | Кубок Естонії    | Загалом | Загалом |
| 2012           | «Нимме Калью»             | Мейстріліга    | 13    | 0    | 1                | 4                | 14      | 4       |
| Латвія         | Латвія                    | Латвія         | Ліга  | Ліга | Кубок Латвія     | Кубок Латвія     | Загалом | Загалом |
| 2012           | «Гулбене»                 | Вища ліга      | 15    | 6    | -                | -                | 15      | 6       |